# سعید بخشی‌زاده
 سعید بخشی‌زاده  (زاده ۸ آبان ۱۳۵۲ - فومن) داور ایرانی فوتبال است. وی در سال ۱۳۶۹ داوری را شروع کرده و در سال ۲۰۰۸ وارد لیست فیفا شده‌است.	